# Marcin Kozłowski (hokeista)
Marcin Kozłowski (ur. 10 kwietnia 1983 w Sosnowcu) – polski hokeista.
Jego bracia Tomasz i Krzysztof także zostali hokeistami.

## Kariera klubowa
- Zagłębie Sosnowiec (2001–2003)
- Orlik Opole (2003–2004)
- Zagłębie Sosnowiec (2004–2011)
- GKS Tychy (2011–2012)
- Zagłębie Sosnowiec (2012-2013)
- Eindhoven Kemphanen (2013-2014)
- Zagłębie Sosnowiec (2014-2017)

Wychowanek Zagłębia Sosnowiec. Absolwent NLO SMS PZHL Sosnowiec z 2002. Od 2011 do 2012 wspólnie z bratem Tomaszem był zawodnikiem GKS Tychy. W czerwcu 2013 razem z bratem Tomaszem został zawodnikiem holenderskiego klubu Eindhoven Kemphanen. Pod koniec sierpnia 2013 obaj (a także inny Polak, Kamil Gościmiński) zostali zwolnieni z klubu. Od listopada 2013 po okresie próbnym Marcin Kozłowski został zatrudniony przez klub. Przed sezonem I ligi 2017/2018 przerwał karierę zawodniczą i został trenerem Zagłębia. 27 grudnia 2024 ogłoszono zwolnienie sztabu szkoleniowego Zagłębia Sosnowiec (główny trener Piotr Sarnik i asystent Marcin Kozłowski).

## Sukcesy
Klubowe
- Złoty medal I ligi (2 razy): 2005, 2015 z Zagłębiem Sosnowiec

Indywidualne
- Mistrzostwa świata do lat 18 w hokeju na lodzie mężczyzn 2001#II Dywizja:
  - Trzecie miejsce w klasyfikacji asystentów turnieju: 7 asyst[9]
  - Czwarte miejsce w klasyfikacji kanadyjskiej turnieju: 10 punktów[10]